# Huangqiao (sockenhuvudort i Kina, Zhejiang Sheng, lat 27,78, long 119,80)
Huangqiao (kinesiska: 园桥, 黄桥乡) är en sockenhuvudort i Kina. Den ligger i provinsen Zhejiang, i den östra delen av landet, omkring 280 kilometer söder om provinshuvudstaden Hangzhou. Antalet invånare är 772. Befolkningen består av 325 kvinnor och 447 män. Barn under 15 år utgör 15,0 %, vuxna 15-64 år 63 %, och äldre över 65 år 21,0 %.
Runt Huangqiao är det ganska tätbefolkat, med 134 invånare per kvadratkilometer. Närmaste större samhälle är Dongkeng, 8,7 km väster om Huangqiao. I omgivningarna runt Huangqiao växer i huvudsak blandskog.
Genomsnittlig årsnederbörd är 2 328 millimeter. Den regnigaste månaden är juni, med i genomsnitt 383 mm nederbörd, och den torraste är januari, med 67 mm nederbörd.